# Phellopterus
Phellopterus là chi thực vật có hoa trong họ Apiaceae.